# Harpadontinae
Harpadontinae es una subfamilia de peces teleósteos que pertenece a la familia Synodontidae.

## Géneros
- Harpadon
- Saurida

- Datos: Q2944345